# Sakuhei Fujiwhara
Sakuhei Fujiwhara (n. 29 de outubro de 1884 - 22 de setembro de 1950) foi um meteorologista japonês conhecido pelo Efeito Fujiwara. O romancista Jirō Nitta é seu sobrinho e matemático Masahiko Fujiwara é seu sobrinho-neto.

## Biografia

### Juventude
Nascido na cidade de Suwa, província de Nagano, Fujiwhara recebeu a sua educação primária na Escola Primária Takashima e na Escola Secundária Suwa, onde frequentou a mesma turma do futuro general do exército, Tetsuzan Nagata. Ele também era amigo próximo de Shigeo Iwanami, que viria a fundar a editora Iwanami Shoten. Em 1909 ele ingressou no Observatório Meteorológico Central (atual Agência Meteorológica do Japão), após concluir os estudos de graduação em física teórica na Universidade Imperial de Tóquio (agora Universidade de Tóquio).

### Carreira académica
Fujiwhara obteve o seu Doutoramento em 1915 por meio do seu trabalho de pesquisa sobre a propagação anormal de ondas sonoras, e ganhou o Prêmio da Academia do Japão em 1920 em reconhecimento pela sua pesquisa. Ele viajou para a Noruega no mesmo ano para estudar meteorologia com Vilhelm Bjerknes.
Ele ingressou na Instituição Central para o Treinamento de Meteorologistas (atual Colégio Meteorológico do Japão) como diretor geral após retornar ao Japão em 1922 . Ele começou o seu mandato como professor na Universidade Imperial de Tóquio em 1924 e sucedeu a Takematsu Okada como o quinto diretor da Agência Meteorológica do Japão em 1941.

### Vida posterior
Fujiwhara participou do desenvolvimento do balão de fogo durante a Guerra do Pacífico e foi expulso da sua posição após o fim da guerra. Depois disso, ele retirou-se para o campo para se concentrar na escrita e dedicou os seus esforços à educação da futura geração de meteorologistas e à pesquisa de fenómenos meteorológicos, como vórtices, nuvens e óptica atmosférica. Ele também liderou o estudo de planadores no Japão e tornou-se membro da Academia do Japão em 1937.

## Textos
- Kumo wo Tsukamu Hanashi (雲を掴む話, lit. "Grasping Clouds"), Iwanami Shoten Publishing, 1926
- Kumo (雲, lit. "Clouds"), Iwanami Shoten Publishing, 1929
- Kishō to Jinsei (気象と人生, lit. "Meteorology and life"), 1932
- Chika, Chiretsu to Jishin (地渦・地裂及び地震, lit. "Subduction, faults and earthquakes"), 1932
- Taikichū no Kōshō (大気中の光象, lit. "Atmospheric optics"), 1933
- Kishō to Jinsei (氣象と人生, lit. "Meteorology and life"), Iwanami Shoten Publishing, 1935
- Tenbun ya Kishō no Hanashi (天文や氣象の話, lit. "On Weather and Meteorology"), Iwanami Shoten Publishing, 1935
- Uzumaki no Jikken (渦巻の実験, lit. "Experiments on vortices"), 1939
- Kishō Kanshoku (気象感触, lit. "Sentiments on meteorology"), Iwanami Shoten Publishing, 1942
- Umi no Nayami (生みの悩み, lit. "The anguish of childbirth"), 1947
- Reki to Seikatsu (暦と生活, lit. "Life and the calendar"), Sanseido, 1948
- Kishō Nōto (気象ノート, lit. "Notes on meteorology"), 1948
- Terada Torahiko Shū (寺田寅彦集, lit. "Collected works of Torahiko Terada"), Iwanami Shoten Publishing, 1949
- Gunka – Kishō Yonjūnen (群渦 – 気象四十年, lit. "Multiple vortices – 40 years of meteorology"), 1950
- Nippon Kishōgaku Shi (日本気象学史, lit. "History of meteorology in Japan"), Iwanami Shoten Publishing, 1951
- Reki to Seikatsu (暦と生活, lit. "Life and the calendar"), Sanseido, 1955
- Chika Nitsuite (地渦について, lit. "About subduction"), Iwanami Shoten Publishing
- Taiki Butsurigaku (大気物理学, lit. "Atmospheric physics"), Iwanami Shoten Publishing
- Kishō Kōgaku (気象光学, lit. "Atmospheric optics"), Iwanami Shoten Publishing